# Souto (Abrantes)
Souto era una freguesia portuguesa del municipio de Abrantes, en el distrito de Santarém, con 13,09 km² de área y 418 habitantes (2011).  Densidad: 31,9 hab/km².

## Localización
Localizada al norte del concelho, la freguesia de Souto limitaba al norte con la de Fontes, al este con la de Carvalhal, al sureste con la de São Vicente y al sudoeste con la de Aldeia do Mato y con la sede del concelho. El límite occidental era la ribera de la presa de Castelo do Bode, cuya margen opuesta pertenece al concelho de Tomar.

## Historia
Constituida como freguesia independiente en 1629, Souto comprendía originariamente el territorio de las actuales freguesias de Carvalhal y Fontes, segregadas en 1952 y 1985, respectivamente. Afectada por esta desmembración y por un fuerte descenso demográfico desde entonces (tenía 852 habitantes en 1991), la freguesia de Souto quedó extinguida en el marco de la reforma administrativa de 2013, fusionándose con la de Aldeia do Mato para formar una nueva, denominada Aldeia do Mato e Souto, con sede en la primera.